# 2003年のアメリカンリーグチャンピオンシップシリーズ
2003年の野球において、メジャーリーグベースボール（MLB）のポストシーズンは9月30日に開幕した。アメリカンリーグの第34回リーグチャンピオンシップシリーズ（34th American League Championship Series、以下「リーグ優勝決定戦」と表記）は、10月8日から16日にかけて計7試合が開催された。その結果、ニューヨーク・ヤンキース（東地区）がボストン・レッドソックス（同）を4勝3敗で下し、2年ぶり39回目のリーグ優勝およびワールドシリーズ進出を果たした。
両球団がポストシーズンで対戦するのは、1999年のリーグ優勝決定戦以来4年ぶり2度目。この年のレギュラーシーズンでは両球団は19試合対戦し、ヤンキースが10勝9敗と勝ち越していた。両球団は以前から激しいライバル関係にあったが、特にこの年から翌2004年にかけては殺気立った雰囲気での試合が続き、今シリーズでも第3戦で乱闘が発生した。シリーズは最終第7戦までもつれた末、最後は延長11回裏にアーロン・ブーンがサヨナラ本塁打を放ってヤンキースが制した。ポストシーズンの7戦4勝制シリーズが最終第7戦のサヨナラ本塁打で決着したのは、1960年のワールドシリーズ以来43年ぶり2度目である。シリーズMVPには、最終第7戦で9回表から3イニングを無失点に抑えて勝利投手となるなど、4試合8.0イニングで1勝0敗2セーブ・防御率1.13という成績を残したヤンキースのマリアノ・リベラが選出された。しかしヤンキースは、ワールドシリーズではナショナルリーグ王者フロリダ・マーリンズに2勝4敗で敗れ、3年ぶり27度目の優勝を逃した。

## 試合結果
2003年のアメリカンリーグ優勝決定戦は10月8日に開幕し、途中に移動日と雨天順延を挟んで9日間で7試合が行われた。日程・結果は以下の通り。
| 日付                                                     | 試合  | ビジター球団（先攻）     | スコア   | ホーム球団（後攻）       | 開催球場             | 開催球場                                 |
| -------------------------------------------------------- | ----- | ------------------------ | -------- | ------------------------ | -------------------- | ---------------------------------------- |
| 10月08日（水）                                           | 第1戦 | ボストン・レッドソックス | 5－2     | ニューヨーク・ヤンキース | ヤンキー・スタジアム | ヤンキー・スタジアムフェンウェイ・パーク |
| 10月09日（木）                                           | 第2戦 | ボストン・レッドソックス | 2－6     | ニューヨーク・ヤンキース | ヤンキー・スタジアム | ヤンキー・スタジアムフェンウェイ・パーク |
| 10月10日（金）                                           |       | 移動日                   | 移動日   | 移動日                   |                      | ヤンキー・スタジアムフェンウェイ・パーク |
| 10月11日（土）                                           | 第3戦 | ニューヨーク・ヤンキース | 4－3     | ボストン・レッドソックス | フェンウェイ・パーク | ヤンキー・スタジアムフェンウェイ・パーク |
| 10月12日（日）                                           | 第4戦 | 雨天順延                 | 雨天順延 | 雨天順延                 | フェンウェイ・パーク | ヤンキー・スタジアムフェンウェイ・パーク |
| 10月13日（月）                                           | 第4戦 | ニューヨーク・ヤンキース | 2－3     | ボストン・レッドソックス | フェンウェイ・パーク | ヤンキー・スタジアムフェンウェイ・パーク |
| 10月14日（火）                                           | 第5戦 | ニューヨーク・ヤンキース | 4－2     | ボストン・レッドソックス | フェンウェイ・パーク | ヤンキー・スタジアムフェンウェイ・パーク |
| 10月15日（水）                                           | 第6戦 | ボストン・レッドソックス | 9－6     | ニューヨーク・ヤンキース | ヤンキー・スタジアム | ヤンキー・スタジアムフェンウェイ・パーク |
| 10月16日（木）                                           | 第7戦 | ボストン・レッドソックス | 5－6x    | ニューヨーク・ヤンキース | ヤンキー・スタジアム | ヤンキー・スタジアムフェンウェイ・パーク |
| 優勝：ニューヨーク・ヤンキース（4勝3敗 / 2年ぶり39度目） |       |                          |          |                          |                      | ヤンキー・スタジアムフェンウェイ・パーク |

### 第1戦 10月8日
- ヤンキー・スタジアム（ニューヨーク州ニューヨーク市ブロンクス区）

|                          | 1 | 2 | 3 | 4 | 5 | 6 | 7 | 8 | 9 | R | H  | E |
| ------------------------ | - | - | - | - | - | - | - | - | - | - | -- | - |
| ボストン・レッドソックス | 0 | 0 | 0 | 2 | 2 | 0 | 1 | 0 | 0 | 5 | 13 | 0 |
| ニューヨーク・ヤンキース | 0 | 0 | 0 | 0 | 0 | 0 | 2 | 0 | 0 | 2 | 3  | 0 |

1. 勝利：ティム・ウェイクフィールド（1勝）
2. セーブ：スコット・ウィリアムソン（1S）
3. 敗戦：マイク・ムッシーナ（1敗）
4. 本塁打
BOS：デビッド・オルティーズ1号2ラン、トッド・ウォーカー1号ソロ、マニー・ラミレス1号ソロ
5. 審判
［球審］ティム・マクレランド
［塁審］一塁: テリー・クラフト、二塁: アルフォンソ・マルケス、三塁: デリル・カズンズ
［外審］左翼: ジョー・ウェスト、右翼: エンジェル・ヘルナンデス
6. 夜間試合  試合時間: 3時間20分  観客: 5万6281人  気温: 67°F（19.4°C）
詳細: MLB.com Gameday / ESPN.com / Baseball-Reference.com / Fangraphs

| ボストン・レッドソックス | ボストン・レッドソックス | ボストン・レッドソックス | ボストン・レッドソックス | ボストン・レッドソックス | ニューヨーク・ヤンキース | ニューヨーク・ヤンキース | ニューヨーク・ヤンキース | ニューヨーク・ヤンキース | ニューヨーク・ヤンキース                                                                                        |
| ------------------------ | ------------------------ | ------------------------ | ------------------------ | --- | ------------------------ | ------------------------ | ------------------------ | ------------------------ | --- |
| 打順                     | 守備                     | 選手                     | 打席                     | T・ウェイクフィールドD・ミラベリK・ミラーT・ウォーカーB・ミラーN・ガルシアパーラM・ラミレスG・キャプラーT・ニクソンD・オルティーズ | 打順                     | 守備                     | 選手                     | 打席                     | M・ムッシーナJ・ポサダN・ジョンソンA・ソリアーノA・ブーンD・ジーター松井秀喜B・ウィリアムスJ・リベラJ・ジアンビ |
| 1                        | 二                       | T・ウォーカー            | 左                       | T・ウェイクフィールドD・ミラベリK・ミラーT・ウォーカーB・ミラーN・ガルシアパーラM・ラミレスG・キャプラーT・ニクソンD・オルティーズ | 1                        | 二                       | A・ソリアーノ            | 右                       | M・ムッシーナJ・ポサダN・ジョンソンA・ソリアーノA・ブーンD・ジーター松井秀喜B・ウィリアムスJ・リベラJ・ジアンビ |
| 2                        | 三                       | B・ミラー                | 両                       | T・ウェイクフィールドD・ミラベリK・ミラーT・ウォーカーB・ミラーN・ガルシアパーラM・ラミレスG・キャプラーT・ニクソンD・オルティーズ | 2                        | 遊                       | D・ジーター              | 右                       | M・ムッシーナJ・ポサダN・ジョンソンA・ソリアーノA・ブーンD・ジーター松井秀喜B・ウィリアムスJ・リベラJ・ジアンビ |
| 3                        | 遊                       | N・ガルシアパーラ        | 右                       | T・ウェイクフィールドD・ミラベリK・ミラーT・ウォーカーB・ミラーN・ガルシアパーラM・ラミレスG・キャプラーT・ニクソンD・オルティーズ | 3                        | DH                       | J・ジアンビ              | 左                       | M・ムッシーナJ・ポサダN・ジョンソンA・ソリアーノA・ブーンD・ジーター松井秀喜B・ウィリアムスJ・リベラJ・ジアンビ |
| 4                        | 左                       | M・ラミレス              | 右                       | T・ウェイクフィールドD・ミラベリK・ミラーT・ウォーカーB・ミラーN・ガルシアパーラM・ラミレスG・キャプラーT・ニクソンD・オルティーズ | 4                        | 中                       | B・ウィリアムス          | 両                       | M・ムッシーナJ・ポサダN・ジョンソンA・ソリアーノA・ブーンD・ジーター松井秀喜B・ウィリアムスJ・リベラJ・ジアンビ |
| 5                        | DH                       | D・オルティーズ          | 左                       | T・ウェイクフィールドD・ミラベリK・ミラーT・ウォーカーB・ミラーN・ガルシアパーラM・ラミレスG・キャプラーT・ニクソンD・オルティーズ | 5                        | 捕                       | J・ポサダ                | 両                       | M・ムッシーナJ・ポサダN・ジョンソンA・ソリアーノA・ブーンD・ジーター松井秀喜B・ウィリアムスJ・リベラJ・ジアンビ |
| 6                        | 一                       | K・ミラー                | 右                       | T・ウェイクフィールドD・ミラベリK・ミラーT・ウォーカーB・ミラーN・ガルシアパーラM・ラミレスG・キャプラーT・ニクソンD・オルティーズ | 6                        | 左                       | 松井秀喜                 | 左                       | M・ムッシーナJ・ポサダN・ジョンソンA・ソリアーノA・ブーンD・ジーター松井秀喜B・ウィリアムスJ・リベラJ・ジアンビ |
| 7                        | 右                       | T・ニクソン              | 左                       | T・ウェイクフィールドD・ミラベリK・ミラーT・ウォーカーB・ミラーN・ガルシアパーラM・ラミレスG・キャプラーT・ニクソンD・オルティーズ | 7                        | 三                       | A・ブーン                | 右                       | M・ムッシーナJ・ポサダN・ジョンソンA・ソリアーノA・ブーンD・ジーター松井秀喜B・ウィリアムスJ・リベラJ・ジアンビ |
| 8                        | 捕                       | D・ミラベリ              | 右                       | T・ウェイクフィールドD・ミラベリK・ミラーT・ウォーカーB・ミラーN・ガルシアパーラM・ラミレスG・キャプラーT・ニクソンD・オルティーズ | 8                        | 一                       | N・ジョンソン            | 左                       | M・ムッシーナJ・ポサダN・ジョンソンA・ソリアーノA・ブーンD・ジーター松井秀喜B・ウィリアムスJ・リベラJ・ジアンビ |
| 9                        | 中                       | G・キャプラー            | 右                       | T・ウェイクフィールドD・ミラベリK・ミラーT・ウォーカーB・ミラーN・ガルシアパーラM・ラミレスG・キャプラーT・ニクソンD・オルティーズ | 9                        | 右                       | J・リベラ                | 右                       | M・ムッシーナJ・ポサダN・ジョンソンA・ソリアーノA・ブーンD・ジーター松井秀喜B・ウィリアムスJ・リベラJ・ジアンビ |
| 先発投手                 | 先発投手                 | 先発投手                 | 投球                     | T・ウェイクフィールドD・ミラベリK・ミラーT・ウォーカーB・ミラーN・ガルシアパーラM・ラミレスG・キャプラーT・ニクソンD・オルティーズ | 先発投手                 | 先発投手                 | 先発投手                 | 投球                     | M・ムッシーナJ・ポサダN・ジョンソンA・ソリアーノA・ブーンD・ジーター松井秀喜B・ウィリアムスJ・リベラJ・ジアンビ |
| T・ウェイクフィールド    | T・ウェイクフィールド    | T・ウェイクフィールド    | 右                       | T・ウェイクフィールドD・ミラベリK・ミラーT・ウォーカーB・ミラーN・ガルシアパーラM・ラミレスG・キャプラーT・ニクソンD・オルティーズ | M・ムッシーナ            | M・ムッシーナ            | M・ムッシーナ            | 右                       | M・ムッシーナJ・ポサダN・ジョンソンA・ソリアーノA・ブーンD・ジーター松井秀喜B・ウィリアムスJ・リベラJ・ジアンビ |

### 第2戦 10月9日
- ヤンキー・スタジアム（ニューヨーク州ニューヨーク市ブロンクス区）

|                          | 1 | 2 | 3 | 4 | 5 | 6 | 7 | 8 | 9 | R | H  | E |
| ------------------------ | - | - | - | - | - | - | - | - | - | - | -- | - |
| ボストン・レッドソックス | 0 | 1 | 0 | 0 | 0 | 1 | 0 | 0 | 0 | 2 | 10 | 1 |
| ニューヨーク・ヤンキース | 0 | 2 | 1 | 0 | 1 | 0 | 2 | 0 | X | 6 | 8  | 0 |

1. 勝利：アンディ・ペティット（1勝）
2. 敗戦：デレク・ロウ（1敗）
3. 本塁打
BOS：ジェイソン・バリテック1号ソロ
NYY：ニック・ジョンソン1号2ラン
4. 審判
［球審］テリー・クラフト
［塁審］一塁: アルフォンソ・マルケス、二塁: デリル・カズンズ、三塁: ジョー・ウェスト
［外審］左翼: エンジェル・ヘルナンデス、右翼: ティム・マクレランド
5. 夜間試合  試合時間: 3時間5分  観客: 5万6295人  気温: 67°F（19.4°C）
詳細: MLB.com Gameday / ESPN.com / Baseball-Reference.com / Fangraphs

| ボストン・レッドソックス | ボストン・レッドソックス | ボストン・レッドソックス | ボストン・レッドソックス | ボストン・レッドソックス                                                                                               | ニューヨーク・ヤンキース | ニューヨーク・ヤンキース | ニューヨーク・ヤンキース | ニューヨーク・ヤンキース | ニューヨーク・ヤンキース                                                                                          |
| ------------------------ | ------------------------ | ------------------------ | ------------------------ | --- | ------------------------ | ------------------------ | ------------------------ | ------------------------ | --- |
| 打順                     | 守備                     | 選手                     | 打席                     | D・ロウJ・バリテックK・ミラーD・ジャクソンB・ミラーN・ガルシアパーラM・ラミレスG・キャプラーT・ニクソンD・オルティーズ | 打順                     | 守備                     | 選手                     | 打席                     | A・ペティットJ・ポサダN・ジョンソンA・ソリアーノA・ブーンD・ジーター松井秀喜B・ウィリアムスK・ガルシアJ・ジアンビ |
| 1                        | 中                       | G・キャプラー            | 右                       | D・ロウJ・バリテックK・ミラーD・ジャクソンB・ミラーN・ガルシアパーラM・ラミレスG・キャプラーT・ニクソンD・オルティーズ | 1                        | 二                       | A・ソリアーノ            | 右                       | A・ペティットJ・ポサダN・ジョンソンA・ソリアーノA・ブーンD・ジーター松井秀喜B・ウィリアムスK・ガルシアJ・ジアンビ |
| 2                        | 三                       | B・ミラー                | 両                       | D・ロウJ・バリテックK・ミラーD・ジャクソンB・ミラーN・ガルシアパーラM・ラミレスG・キャプラーT・ニクソンD・オルティーズ | 2                        | 遊                       | D・ジーター              | 右                       | A・ペティットJ・ポサダN・ジョンソンA・ソリアーノA・ブーンD・ジーター松井秀喜B・ウィリアムスK・ガルシアJ・ジアンビ |
| 3                        | 遊                       | N・ガルシアパーラ        | 右                       | D・ロウJ・バリテックK・ミラーD・ジャクソンB・ミラーN・ガルシアパーラM・ラミレスG・キャプラーT・ニクソンD・オルティーズ | 3                        | DH                       | J・ジアンビ              | 左                       | A・ペティットJ・ポサダN・ジョンソンA・ソリアーノA・ブーンD・ジーター松井秀喜B・ウィリアムスK・ガルシアJ・ジアンビ |
| 4                        | 左                       | M・ラミレス              | 右                       | D・ロウJ・バリテックK・ミラーD・ジャクソンB・ミラーN・ガルシアパーラM・ラミレスG・キャプラーT・ニクソンD・オルティーズ | 4                        | 中                       | B・ウィリアムス          | 両                       | A・ペティットJ・ポサダN・ジョンソンA・ソリアーノA・ブーンD・ジーター松井秀喜B・ウィリアムスK・ガルシアJ・ジアンビ |
| 5                        | DH                       | D・オルティーズ          | 左                       | D・ロウJ・バリテックK・ミラーD・ジャクソンB・ミラーN・ガルシアパーラM・ラミレスG・キャプラーT・ニクソンD・オルティーズ | 5                        | 捕                       | J・ポサダ                | 両                       | A・ペティットJ・ポサダN・ジョンソンA・ソリアーノA・ブーンD・ジーター松井秀喜B・ウィリアムスK・ガルシアJ・ジアンビ |
| 6                        | 一                       | K・ミラー                | 右                       | D・ロウJ・バリテックK・ミラーD・ジャクソンB・ミラーN・ガルシアパーラM・ラミレスG・キャプラーT・ニクソンD・オルティーズ | 6                        | 左                       | 松井秀喜                 | 左                       | A・ペティットJ・ポサダN・ジョンソンA・ソリアーノA・ブーンD・ジーター松井秀喜B・ウィリアムスK・ガルシアJ・ジアンビ |
| 7                        | 捕                       | J・バリテック            | 両                       | D・ロウJ・バリテックK・ミラーD・ジャクソンB・ミラーN・ガルシアパーラM・ラミレスG・キャプラーT・ニクソンD・オルティーズ | 7                        | 一                       | N・ジョンソン            | 左                       | A・ペティットJ・ポサダN・ジョンソンA・ソリアーノA・ブーンD・ジーター松井秀喜B・ウィリアムスK・ガルシアJ・ジアンビ |
| 8                        | 右                       | T・ニクソン              | 左                       | D・ロウJ・バリテックK・ミラーD・ジャクソンB・ミラーN・ガルシアパーラM・ラミレスG・キャプラーT・ニクソンD・オルティーズ | 8                        | 三                       | A・ブーン                | 右                       | A・ペティットJ・ポサダN・ジョンソンA・ソリアーノA・ブーンD・ジーター松井秀喜B・ウィリアムスK・ガルシアJ・ジアンビ |
| 9                        | 二                       | D・ジャクソン            | 右                       | D・ロウJ・バリテックK・ミラーD・ジャクソンB・ミラーN・ガルシアパーラM・ラミレスG・キャプラーT・ニクソンD・オルティーズ | 9                        | 右                       | K・ガルシア              | 左                       | A・ペティットJ・ポサダN・ジョンソンA・ソリアーノA・ブーンD・ジーター松井秀喜B・ウィリアムスK・ガルシアJ・ジアンビ |
| 先発投手                 | 先発投手                 | 先発投手                 | 投球                     | D・ロウJ・バリテックK・ミラーD・ジャクソンB・ミラーN・ガルシアパーラM・ラミレスG・キャプラーT・ニクソンD・オルティーズ | 先発投手                 | 先発投手                 | 先発投手                 | 投球                     | A・ペティットJ・ポサダN・ジョンソンA・ソリアーノA・ブーンD・ジーター松井秀喜B・ウィリアムスK・ガルシアJ・ジアンビ |
| D・ロウ                  | D・ロウ                  | D・ロウ                  | 右                       | D・ロウJ・バリテックK・ミラーD・ジャクソンB・ミラーN・ガルシアパーラM・ラミレスG・キャプラーT・ニクソンD・オルティーズ | A・ペティット            | A・ペティット            | A・ペティット            | 左                       | A・ペティットJ・ポサダN・ジョンソンA・ソリアーノA・ブーンD・ジーター松井秀喜B・ウィリアムスK・ガルシアJ・ジアンビ |

### 第3戦 10月11日
- フェンウェイ・パーク（マサチューセッツ州ボストン）

|                          | 1 | 2 | 3 | 4 | 5 | 6 | 7 | 8 | 9 | R | H | E |
| ------------------------ | - | - | - | - | - | - | - | - | - | - | - | - |
| ニューヨーク・ヤンキース | 0 | 1 | 1 | 2 | 0 | 0 | 0 | 0 | 0 | 4 | 7 | 0 |
| ボストン・レッドソックス | 2 | 0 | 0 | 0 | 0 | 0 | 1 | 0 | 0 | 3 | 6 | 0 |

1. 勝利：ロジャー・クレメンス（1勝）
2. セーブ：マリアノ・リベラ（1S）
3. 敗戦：ペドロ・マルティネス（1敗）
4. 本塁打
NYY：デレク・ジーター1号ソロ
5. 審判
［球審］アルフォンソ・マルケス
［塁審］一塁: デリル・カズンズ、二塁: ジョー・ウェスト、三塁: エンジェル・ヘルナンデス
［外審］左翼: ティム・マクレランド、右翼: テリー・クラフト
6. 昼間試合  試合時間: 3時間9分  観客: 3万4209人  気温: 59°F（15°C）
詳細: MLB.com Gameday / ESPN.com / Baseball-Reference.com / Fangraphs

| ニューヨーク・ヤンキース | ニューヨーク・ヤンキース | ニューヨーク・ヤンキース | ニューヨーク・ヤンキース | ニューヨーク・ヤンキース                                                                                              | ボストン・レッドソックス | ボストン・レッドソックス | ボストン・レッドソックス | ボストン・レッドソックス | ボストン・レッドソックス |
| ------------------------ | ------------------------ | ------------------------ | ------------------------ | --- | ------------------------ | ------------------------ | ------------------------ | ------------------------ | --- |
| 打順                     | 守備                     | 選手                     | 打席                     | R・クレメンスJ・ポサダN・ジョンソンA・ソリアーノE・ウィルソンD・ジーター松井秀喜B・ウィリアムスK・ガルシアJ・ジアンビ | 打順                     | 守備                     | 選手                     | 打席                     | P・マルティネスJ・バリテックK・ミラーT・ウォーカーB・ミラーN・ガルシアパーラM・ラミレスJ・デイモンT・ニクソンD・オルティーズ |
| 1                        | 三                       | E・ウィルソン            | 両                       | R・クレメンスJ・ポサダN・ジョンソンA・ソリアーノE・ウィルソンD・ジーター松井秀喜B・ウィリアムスK・ガルシアJ・ジアンビ | 1                        | 中                       | J・デイモン              | 左                       | P・マルティネスJ・バリテックK・ミラーT・ウォーカーB・ミラーN・ガルシアパーラM・ラミレスJ・デイモンT・ニクソンD・オルティーズ |
| 2                        | 遊                       | D・ジーター              | 右                       | R・クレメンスJ・ポサダN・ジョンソンA・ソリアーノE・ウィルソンD・ジーター松井秀喜B・ウィリアムスK・ガルシアJ・ジアンビ | 2                        | 二                       | T・ウォーカー            | 左                       | P・マルティネスJ・バリテックK・ミラーT・ウォーカーB・ミラーN・ガルシアパーラM・ラミレスJ・デイモンT・ニクソンD・オルティーズ |
| 3                        | DH                       | J・ジアンビ              | 左                       | R・クレメンスJ・ポサダN・ジョンソンA・ソリアーノE・ウィルソンD・ジーター松井秀喜B・ウィリアムスK・ガルシアJ・ジアンビ | 3                        | 遊                       | N・ガルシアパーラ        | 右                       | P・マルティネスJ・バリテックK・ミラーT・ウォーカーB・ミラーN・ガルシアパーラM・ラミレスJ・デイモンT・ニクソンD・オルティーズ |
| 4                        | 中                       | B・ウィリアムス          | 両                       | R・クレメンスJ・ポサダN・ジョンソンA・ソリアーノE・ウィルソンD・ジーター松井秀喜B・ウィリアムスK・ガルシアJ・ジアンビ | 4                        | 左                       | M・ラミレス              | 右                       | P・マルティネスJ・バリテックK・ミラーT・ウォーカーB・ミラーN・ガルシアパーラM・ラミレスJ・デイモンT・ニクソンD・オルティーズ |
| 5                        | 捕                       | J・ポサダ                | 両                       | R・クレメンスJ・ポサダN・ジョンソンA・ソリアーノE・ウィルソンD・ジーター松井秀喜B・ウィリアムスK・ガルシアJ・ジアンビ | 5                        | DH                       | D・オルティーズ          | 左                       | P・マルティネスJ・バリテックK・ミラーT・ウォーカーB・ミラーN・ガルシアパーラM・ラミレスJ・デイモンT・ニクソンD・オルティーズ |
| 6                        | 一                       | N・ジョンソン            | 左                       | R・クレメンスJ・ポサダN・ジョンソンA・ソリアーノE・ウィルソンD・ジーター松井秀喜B・ウィリアムスK・ガルシアJ・ジアンビ | 6                        | 一                       | K・ミラー                | 右                       | P・マルティネスJ・バリテックK・ミラーT・ウォーカーB・ミラーN・ガルシアパーラM・ラミレスJ・デイモンT・ニクソンD・オルティーズ |
| 7                        | 左                       | 松井秀喜                 | 左                       | R・クレメンスJ・ポサダN・ジョンソンA・ソリアーノE・ウィルソンD・ジーター松井秀喜B・ウィリアムスK・ガルシアJ・ジアンビ | 7                        | 右                       | T・ニクソン              | 左                       | P・マルティネスJ・バリテックK・ミラーT・ウォーカーB・ミラーN・ガルシアパーラM・ラミレスJ・デイモンT・ニクソンD・オルティーズ |
| 8                        | 右                       | K・ガルシア              | 左                       | R・クレメンスJ・ポサダN・ジョンソンA・ソリアーノE・ウィルソンD・ジーター松井秀喜B・ウィリアムスK・ガルシアJ・ジアンビ | 8                        | 三                       | B・ミラー                | 両                       | P・マルティネスJ・バリテックK・ミラーT・ウォーカーB・ミラーN・ガルシアパーラM・ラミレスJ・デイモンT・ニクソンD・オルティーズ |
| 9                        | 二                       | A・ソリアーノ            | 右                       | R・クレメンスJ・ポサダN・ジョンソンA・ソリアーノE・ウィルソンD・ジーター松井秀喜B・ウィリアムスK・ガルシアJ・ジアンビ | 9                        | 捕                       | J・バリテック            | 両                       | P・マルティネスJ・バリテックK・ミラーT・ウォーカーB・ミラーN・ガルシアパーラM・ラミレスJ・デイモンT・ニクソンD・オルティーズ |
| 先発投手                 | 先発投手                 | 先発投手                 | 投球                     | R・クレメンスJ・ポサダN・ジョンソンA・ソリアーノE・ウィルソンD・ジーター松井秀喜B・ウィリアムスK・ガルシアJ・ジアンビ | 先発投手                 | 先発投手                 | 先発投手                 | 投球                     | P・マルティネスJ・バリテックK・ミラーT・ウォーカーB・ミラーN・ガルシアパーラM・ラミレスJ・デイモンT・ニクソンD・オルティーズ |
| R・クレメンス            | R・クレメンス            | R・クレメンス            | 右                       | R・クレメンスJ・ポサダN・ジョンソンA・ソリアーノE・ウィルソンD・ジーター松井秀喜B・ウィリアムスK・ガルシアJ・ジアンビ | P・マルティネス          | P・マルティネス          | P・マルティネス          | 右                       | P・マルティネスJ・バリテックK・ミラーT・ウォーカーB・ミラーN・ガルシアパーラM・ラミレスJ・デイモンT・ニクソンD・オルティーズ |

### 第4戦 10月13日
- フェンウェイ・パーク（マサチューセッツ州ボストン）

|                          | 1 | 2 | 3 | 4 | 5 | 6 | 7 | 8 | 9 | R | H | E |
| ------------------------ | - | - | - | - | - | - | - | - | - | - | - | - |
| ニューヨーク・ヤンキース | 0 | 0 | 0 | 0 | 1 | 0 | 0 | 0 | 1 | 2 | 6 | 1 |
| ボストン・レッドソックス | 0 | 0 | 0 | 1 | 1 | 0 | 1 | 0 | X | 3 | 6 | 0 |

1. 勝利：ティム・ウェイクフィールド（2勝）
2. セーブ：スコット・ウィリアムソン（2S）
3. 敗戦：マイク・ムッシーナ（2敗）
4. 本塁打
NYY：ルーベン・シエラ1号ソロ
BOS：トッド・ウォーカー2号ソロ、トロット・ニクソン1号ソロ
5. 審判
［球審］デリル・カズンズ
［塁審］一塁: ジョー・ウェスト、二塁: エンジェル・ヘルナンデス、三塁: ティム・マクレランド
［外審］左翼: テリー・クラフト、右翼: アルフォンソ・マルケス
6. 夜間試合  試合時間: 2時間49分  観客: 3万4599人  気温: 69°F（20.6°C）
詳細: MLB.com Gameday / ESPN.com / Baseball-Reference.com / Fangraphs

| ニューヨーク・ヤンキース | ニューヨーク・ヤンキース | ニューヨーク・ヤンキース | ニューヨーク・ヤンキース | ニューヨーク・ヤンキース                                                                                          | ボストン・レッドソックス | ボストン・レッドソックス | ボストン・レッドソックス | ボストン・レッドソックス | ボストン・レッドソックス |
| ------------------------ | ------------------------ | ------------------------ | ------------------------ | --- | ------------------------ | ------------------------ | ------------------------ | ------------------------ | --- |
| 打順                     | 守備                     | 選手                     | 打席                     | M・ムッシーナJ・ポサダN・ジョンソンA・ソリアーノA・ブーンD・ジーター松井秀喜B・ウィリアムスD・デルーチJ・ジアンビ | 打順                     | 守備                     | 選手                     | 打席                     | T・ウェイクフィールドD・ミラベリK・ミラーT・ウォーカーB・ミラーN・ガルシアパーラM・ラミレスJ・デイモンT・ニクソンD・オルティーズ |
| 1                        | 二                       | A・ソリアーノ            | 右                       | M・ムッシーナJ・ポサダN・ジョンソンA・ソリアーノA・ブーンD・ジーター松井秀喜B・ウィリアムスD・デルーチJ・ジアンビ | 1                        | 中                       | J・デイモン              | 左                       | T・ウェイクフィールドD・ミラベリK・ミラーT・ウォーカーB・ミラーN・ガルシアパーラM・ラミレスJ・デイモンT・ニクソンD・オルティーズ |
| 2                        | 遊                       | D・ジーター              | 右                       | M・ムッシーナJ・ポサダN・ジョンソンA・ソリアーノA・ブーンD・ジーター松井秀喜B・ウィリアムスD・デルーチJ・ジアンビ | 2                        | 二                       | T・ウォーカー            | 左                       | T・ウェイクフィールドD・ミラベリK・ミラーT・ウォーカーB・ミラーN・ガルシアパーラM・ラミレスJ・デイモンT・ニクソンD・オルティーズ |
| 3                        | DH                       | J・ジアンビ              | 左                       | M・ムッシーナJ・ポサダN・ジョンソンA・ソリアーノA・ブーンD・ジーター松井秀喜B・ウィリアムスD・デルーチJ・ジアンビ | 3                        | 遊                       | N・ガルシアパーラ        | 右                       | T・ウェイクフィールドD・ミラベリK・ミラーT・ウォーカーB・ミラーN・ガルシアパーラM・ラミレスJ・デイモンT・ニクソンD・オルティーズ |
| 4                        | 中                       | B・ウィリアムス          | 両                       | M・ムッシーナJ・ポサダN・ジョンソンA・ソリアーノA・ブーンD・ジーター松井秀喜B・ウィリアムスD・デルーチJ・ジアンビ | 4                        | 左                       | M・ラミレス              | 右                       | T・ウェイクフィールドD・ミラベリK・ミラーT・ウォーカーB・ミラーN・ガルシアパーラM・ラミレスJ・デイモンT・ニクソンD・オルティーズ |
| 5                        | 捕                       | J・ポサダ                | 両                       | M・ムッシーナJ・ポサダN・ジョンソンA・ソリアーノA・ブーンD・ジーター松井秀喜B・ウィリアムスD・デルーチJ・ジアンビ | 5                        | DH                       | D・オルティーズ          | 左                       | T・ウェイクフィールドD・ミラベリK・ミラーT・ウォーカーB・ミラーN・ガルシアパーラM・ラミレスJ・デイモンT・ニクソンD・オルティーズ |
| 6                        | 左                       | 松井秀喜                 | 左                       | M・ムッシーナJ・ポサダN・ジョンソンA・ソリアーノA・ブーンD・ジーター松井秀喜B・ウィリアムスD・デルーチJ・ジアンビ | 6                        | 一                       | K・ミラー                | 右                       | T・ウェイクフィールドD・ミラベリK・ミラーT・ウォーカーB・ミラーN・ガルシアパーラM・ラミレスJ・デイモンT・ニクソンD・オルティーズ |
| 7                        | 一                       | N・ジョンソン            | 左                       | M・ムッシーナJ・ポサダN・ジョンソンA・ソリアーノA・ブーンD・ジーター松井秀喜B・ウィリアムスD・デルーチJ・ジアンビ | 7                        | 右                       | T・ニクソン              | 左                       | T・ウェイクフィールドD・ミラベリK・ミラーT・ウォーカーB・ミラーN・ガルシアパーラM・ラミレスJ・デイモンT・ニクソンD・オルティーズ |
| 8                        | 三                       | A・ブーン                | 右                       | M・ムッシーナJ・ポサダN・ジョンソンA・ソリアーノA・ブーンD・ジーター松井秀喜B・ウィリアムスD・デルーチJ・ジアンビ | 8                        | 三                       | B・ミラー                | 両                       | T・ウェイクフィールドD・ミラベリK・ミラーT・ウォーカーB・ミラーN・ガルシアパーラM・ラミレスJ・デイモンT・ニクソンD・オルティーズ |
| 9                        | 右                       | D・デルーチ              | 左                       | M・ムッシーナJ・ポサダN・ジョンソンA・ソリアーノA・ブーンD・ジーター松井秀喜B・ウィリアムスD・デルーチJ・ジアンビ | 9                        | 捕                       | D・ミラベリ              | 右                       | T・ウェイクフィールドD・ミラベリK・ミラーT・ウォーカーB・ミラーN・ガルシアパーラM・ラミレスJ・デイモンT・ニクソンD・オルティーズ |
| 先発投手                 | 先発投手                 | 先発投手                 | 投球                     | M・ムッシーナJ・ポサダN・ジョンソンA・ソリアーノA・ブーンD・ジーター松井秀喜B・ウィリアムスD・デルーチJ・ジアンビ | 先発投手                 | 先発投手                 | 先発投手                 | 投球                     | T・ウェイクフィールドD・ミラベリK・ミラーT・ウォーカーB・ミラーN・ガルシアパーラM・ラミレスJ・デイモンT・ニクソンD・オルティーズ |
| M・ムッシーナ            | M・ムッシーナ            | M・ムッシーナ            | 右                       | M・ムッシーナJ・ポサダN・ジョンソンA・ソリアーノA・ブーンD・ジーター松井秀喜B・ウィリアムスD・デルーチJ・ジアンビ | T・ウェイクフィールド    | T・ウェイクフィールド    | T・ウェイクフィールド    | 右                       | T・ウェイクフィールドD・ミラベリK・ミラーT・ウォーカーB・ミラーN・ガルシアパーラM・ラミレスJ・デイモンT・ニクソンD・オルティーズ |

### 第5戦 10月14日
- フェンウェイ・パーク（マサチューセッツ州ボストン）

|                          | 1 | 2 | 3 | 4 | 5 | 6 | 7 | 8 | 9 | R | H | E |
| ------------------------ | - | - | - | - | - | - | - | - | - | - | - | - |
| ニューヨーク・ヤンキース | 0 | 3 | 0 | 0 | 0 | 0 | 0 | 1 | 0 | 4 | 7 | 1 |
| ボストン・レッドソックス | 0 | 0 | 0 | 1 | 0 | 0 | 0 | 1 | 0 | 2 | 6 | 1 |

1. 勝利：デビッド・ウェルズ（1勝）
2. セーブ：マリアノ・リベラ（2S）
3. 敗戦：デレク・ロウ（2敗）
4. 本塁打
BOS：マニー・ラミレス2号ソロ
5. 審判
［球審］ジョー・ウェスト
［塁審］一塁: エンジェル・ヘルナンデス、二塁: ティム・マクレランド、三塁: テリー・クラフト
［外審］左翼: アルフォンソ・マルケス、右翼: デリル・カズンズ
6. 昼間試合  試合時間: 3時間4分  観客: 3万4619人  気温: 59°F（15°C）
詳細: MLB.com Gameday / ESPN.com / Baseball-Reference.com / Fangraphs

| ニューヨーク・ヤンキース | ニューヨーク・ヤンキース | ニューヨーク・ヤンキース | ニューヨーク・ヤンキース | ニューヨーク・ヤンキース                                                                                        | ボストン・レッドソックス | ボストン・レッドソックス | ボストン・レッドソックス | ボストン・レッドソックス | ボストン・レッドソックス                                                                                           |
| ------------------------ | ------------------------ | ------------------------ | ------------------------ | --- | ------------------------ | ------------------------ | ------------------------ | ------------------------ | --- |
| 打順                     | 守備                     | 選手                     | 打席                     | D・ウェルズJ・ポサダN・ジョンソンA・ソリアーノA・ブーンD・ジーター松井秀喜B・ウィリアムスK・ガルシアJ・ジアンビ | 打順                     | 守備                     | 選手                     | 打席                     | D・ロウD・ミラベリK・ミラーT・ウォーカーB・ミラーN・ガルシアパーラM・ラミレスJ・デイモンT・ニクソンD・オルティーズ |
| 1                        | 二                       | A・ソリアーノ            | 右                       | D・ウェルズJ・ポサダN・ジョンソンA・ソリアーノA・ブーンD・ジーター松井秀喜B・ウィリアムスK・ガルシアJ・ジアンビ | 1                        | 中                       | J・デイモン              | 左                       | D・ロウD・ミラベリK・ミラーT・ウォーカーB・ミラーN・ガルシアパーラM・ラミレスJ・デイモンT・ニクソンD・オルティーズ |
| 2                        | 遊                       | D・ジーター              | 右                       | D・ウェルズJ・ポサダN・ジョンソンA・ソリアーノA・ブーンD・ジーター松井秀喜B・ウィリアムスK・ガルシアJ・ジアンビ | 2                        | 二                       | T・ウォーカー            | 左                       | D・ロウD・ミラベリK・ミラーT・ウォーカーB・ミラーN・ガルシアパーラM・ラミレスJ・デイモンT・ニクソンD・オルティーズ |
| 3                        | DH                       | J・ジアンビ              | 左                       | D・ウェルズJ・ポサダN・ジョンソンA・ソリアーノA・ブーンD・ジーター松井秀喜B・ウィリアムスK・ガルシアJ・ジアンビ | 3                        | 遊                       | N・ガルシアパーラ        | 右                       | D・ロウD・ミラベリK・ミラーT・ウォーカーB・ミラーN・ガルシアパーラM・ラミレスJ・デイモンT・ニクソンD・オルティーズ |
| 4                        | 中                       | B・ウィリアムス          | 両                       | D・ウェルズJ・ポサダN・ジョンソンA・ソリアーノA・ブーンD・ジーター松井秀喜B・ウィリアムスK・ガルシアJ・ジアンビ | 4                        | 左                       | M・ラミレス              | 右                       | D・ロウD・ミラベリK・ミラーT・ウォーカーB・ミラーN・ガルシアパーラM・ラミレスJ・デイモンT・ニクソンD・オルティーズ |
| 5                        | 捕                       | J・ポサダ                | 両                       | D・ウェルズJ・ポサダN・ジョンソンA・ソリアーノA・ブーンD・ジーター松井秀喜B・ウィリアムスK・ガルシアJ・ジアンビ | 5                        | DH                       | D・オルティーズ          | 左                       | D・ロウD・ミラベリK・ミラーT・ウォーカーB・ミラーN・ガルシアパーラM・ラミレスJ・デイモンT・ニクソンD・オルティーズ |
| 6                        | 左                       | 松井秀喜                 | 左                       | D・ウェルズJ・ポサダN・ジョンソンA・ソリアーノA・ブーンD・ジーター松井秀喜B・ウィリアムスK・ガルシアJ・ジアンビ | 6                        | 一                       | K・ミラー                | 右                       | D・ロウD・ミラベリK・ミラーT・ウォーカーB・ミラーN・ガルシアパーラM・ラミレスJ・デイモンT・ニクソンD・オルティーズ |
| 7                        | 一                       | N・ジョンソン            | 左                       | D・ウェルズJ・ポサダN・ジョンソンA・ソリアーノA・ブーンD・ジーター松井秀喜B・ウィリアムスK・ガルシアJ・ジアンビ | 7                        | 三                       | B・ミラー                | 両                       | D・ロウD・ミラベリK・ミラーT・ウォーカーB・ミラーN・ガルシアパーラM・ラミレスJ・デイモンT・ニクソンD・オルティーズ |
| 8                        | 三                       | A・ブーン                | 右                       | D・ウェルズJ・ポサダN・ジョンソンA・ソリアーノA・ブーンD・ジーター松井秀喜B・ウィリアムスK・ガルシアJ・ジアンビ | 8                        | 右                       | T・ニクソン              | 左                       | D・ロウD・ミラベリK・ミラーT・ウォーカーB・ミラーN・ガルシアパーラM・ラミレスJ・デイモンT・ニクソンD・オルティーズ |
| 9                        | 右                       | K・ガルシア              | 左                       | D・ウェルズJ・ポサダN・ジョンソンA・ソリアーノA・ブーンD・ジーター松井秀喜B・ウィリアムスK・ガルシアJ・ジアンビ | 9                        | 捕                       | J・バリテック            | 両                       | D・ロウD・ミラベリK・ミラーT・ウォーカーB・ミラーN・ガルシアパーラM・ラミレスJ・デイモンT・ニクソンD・オルティーズ |
| 先発投手                 | 先発投手                 | 先発投手                 | 投球                     | D・ウェルズJ・ポサダN・ジョンソンA・ソリアーノA・ブーンD・ジーター松井秀喜B・ウィリアムスK・ガルシアJ・ジアンビ | 先発投手                 | 先発投手                 | 先発投手                 | 投球                     | D・ロウD・ミラベリK・ミラーT・ウォーカーB・ミラーN・ガルシアパーラM・ラミレスJ・デイモンT・ニクソンD・オルティーズ |
| D・ウェルズ              | D・ウェルズ              | D・ウェルズ              | 左                       | D・ウェルズJ・ポサダN・ジョンソンA・ソリアーノA・ブーンD・ジーター松井秀喜B・ウィリアムスK・ガルシアJ・ジアンビ | D・ロウ                  | D・ロウ                  | D・ロウ                  | 右                       | D・ロウD・ミラベリK・ミラーT・ウォーカーB・ミラーN・ガルシアパーラM・ラミレスJ・デイモンT・ニクソンD・オルティーズ |

### 第6戦 10月15日
- ヤンキー・スタジアム（ニューヨーク州ニューヨーク市ブロンクス区）

|                          | 1 | 2 | 3 | 4 | 5 | 6 | 7 | 8 | 9 | R | H  | E |
| ------------------------ | - | - | - | - | - | - | - | - | - | - | -- | - |
| ボストン・レッドソックス | 0 | 0 | 4 | 0 | 0 | 0 | 3 | 0 | 2 | 9 | 16 | 1 |
| ニューヨーク・ヤンキース | 1 | 0 | 0 | 4 | 1 | 0 | 0 | 0 | 0 | 6 | 12 | 2 |

1. 勝利：アラン・エンブリー（1勝）
2. セーブ：スコット・ウィリアムソン（3S）
3. 敗戦：ホセ・コントレラス（1敗）
4. 本塁打
BOS：ジェイソン・バリテック2号ソロ、トロット・ニクソン2号2ラン
NYY：ジェイソン・ジアンビ1号ソロ、ホルヘ・ポサダ1号ソロ
5. 審判
［球審］エンジェル・ヘルナンデス
［塁審］一塁: ティム・マクレランド、二塁: テリー・クラフト、三塁: アルフォンソ・マルケス
［外審］左翼: デリル・カズンズ、右翼: ジョー・ウェスト
6. 昼間試合  試合時間: 3時間57分  観客: 5万6277人  気温: 62°F（16.7°C）
詳細: MLB.com Gameday / ESPN.com / Baseball-Reference.com / Fangraphs

| ボストン・レッドソックス | ボストン・レッドソックス | ボストン・レッドソックス | ボストン・レッドソックス | ボストン・レッドソックス                                                                                                   | ニューヨーク・ヤンキース | ニューヨーク・ヤンキース | ニューヨーク・ヤンキース | ニューヨーク・ヤンキース | ニューヨーク・ヤンキース                                                                                          |
| ------------------------ | ------------------------ | ------------------------ | ------------------------ | --- | ------------------------ | ------------------------ | ------------------------ | ------------------------ | --- |
| 打順                     | 守備                     | 選手                     | 打席                     | J・バーケットJ・バリテックK・ミラーT・ウォーカーB・ミラーN・ガルシアパーラM・ラミレスJ・デイモンT・ニクソンD・オルティーズ | 打順                     | 守備                     | 選手                     | 打席                     | A・ペティットJ・ポサダN・ジョンソンA・ソリアーノA・ブーンD・ジーター松井秀喜B・ウィリアムスK・ガルシアJ・ジアンビ |
| 1                        | 中                       | J・デイモン              | 左                       | J・バーケットJ・バリテックK・ミラーT・ウォーカーB・ミラーN・ガルシアパーラM・ラミレスJ・デイモンT・ニクソンD・オルティーズ | 1                        | 二                       | A・ソリアーノ            | 右                       | A・ペティットJ・ポサダN・ジョンソンA・ソリアーノA・ブーンD・ジーター松井秀喜B・ウィリアムスK・ガルシアJ・ジアンビ |
| 2                        | 二                       | T・ウォーカー            | 左                       | J・バーケットJ・バリテックK・ミラーT・ウォーカーB・ミラーN・ガルシアパーラM・ラミレスJ・デイモンT・ニクソンD・オルティーズ | 2                        | 遊                       | D・ジーター              | 右                       | A・ペティットJ・ポサダN・ジョンソンA・ソリアーノA・ブーンD・ジーター松井秀喜B・ウィリアムスK・ガルシアJ・ジアンビ |
| 3                        | 遊                       | N・ガルシアパーラ        | 右                       | J・バーケットJ・バリテックK・ミラーT・ウォーカーB・ミラーN・ガルシアパーラM・ラミレスJ・デイモンT・ニクソンD・オルティーズ | 3                        | DH                       | J・ジアンビ              | 左                       | A・ペティットJ・ポサダN・ジョンソンA・ソリアーノA・ブーンD・ジーター松井秀喜B・ウィリアムスK・ガルシアJ・ジアンビ |
| 4                        | 左                       | M・ラミレス              | 右                       | J・バーケットJ・バリテックK・ミラーT・ウォーカーB・ミラーN・ガルシアパーラM・ラミレスJ・デイモンT・ニクソンD・オルティーズ | 4                        | 中                       | B・ウィリアムス          | 両                       | A・ペティットJ・ポサダN・ジョンソンA・ソリアーノA・ブーンD・ジーター松井秀喜B・ウィリアムスK・ガルシアJ・ジアンビ |
| 5                        | DH                       | D・オルティーズ          | 左                       | J・バーケットJ・バリテックK・ミラーT・ウォーカーB・ミラーN・ガルシアパーラM・ラミレスJ・デイモンT・ニクソンD・オルティーズ | 5                        | 捕                       | J・ポサダ                | 両                       | A・ペティットJ・ポサダN・ジョンソンA・ソリアーノA・ブーンD・ジーター松井秀喜B・ウィリアムスK・ガルシアJ・ジアンビ |
| 6                        | 一                       | K・ミラー                | 右                       | J・バーケットJ・バリテックK・ミラーT・ウォーカーB・ミラーN・ガルシアパーラM・ラミレスJ・デイモンT・ニクソンD・オルティーズ | 6                        | 左                       | 松井秀喜                 | 左                       | A・ペティットJ・ポサダN・ジョンソンA・ソリアーノA・ブーンD・ジーター松井秀喜B・ウィリアムスK・ガルシアJ・ジアンビ |
| 7                        | 三                       | B・ミラー                | 両                       | J・バーケットJ・バリテックK・ミラーT・ウォーカーB・ミラーN・ガルシアパーラM・ラミレスJ・デイモンT・ニクソンD・オルティーズ | 7                        | 一                       | N・ジョンソン            | 左                       | A・ペティットJ・ポサダN・ジョンソンA・ソリアーノA・ブーンD・ジーター松井秀喜B・ウィリアムスK・ガルシアJ・ジアンビ |
| 8                        | 右                       | T・ニクソン              | 左                       | J・バーケットJ・バリテックK・ミラーT・ウォーカーB・ミラーN・ガルシアパーラM・ラミレスJ・デイモンT・ニクソンD・オルティーズ | 8                        | 三                       | A・ブーン                | 右                       | A・ペティットJ・ポサダN・ジョンソンA・ソリアーノA・ブーンD・ジーター松井秀喜B・ウィリアムスK・ガルシアJ・ジアンビ |
| 9                        | 捕                       | J・バリテック            | 両                       | J・バーケットJ・バリテックK・ミラーT・ウォーカーB・ミラーN・ガルシアパーラM・ラミレスJ・デイモンT・ニクソンD・オルティーズ | 9                        | 右                       | K・ガルシア              | 左                       | A・ペティットJ・ポサダN・ジョンソンA・ソリアーノA・ブーンD・ジーター松井秀喜B・ウィリアムスK・ガルシアJ・ジアンビ |
| 先発投手                 | 先発投手                 | 先発投手                 | 投球                     | J・バーケットJ・バリテックK・ミラーT・ウォーカーB・ミラーN・ガルシアパーラM・ラミレスJ・デイモンT・ニクソンD・オルティーズ | 先発投手                 | 先発投手                 | 先発投手                 | 投球                     | A・ペティットJ・ポサダN・ジョンソンA・ソリアーノA・ブーンD・ジーター松井秀喜B・ウィリアムスK・ガルシアJ・ジアンビ |
| J・バーケット            | J・バーケット            | J・バーケット            | 右                       | J・バーケットJ・バリテックK・ミラーT・ウォーカーB・ミラーN・ガルシアパーラM・ラミレスJ・デイモンT・ニクソンD・オルティーズ | A・ペティット            | A・ペティット            | A・ペティット            | 左                       | A・ペティットJ・ポサダN・ジョンソンA・ソリアーノA・ブーンD・ジーター松井秀喜B・ウィリアムスK・ガルシアJ・ジアンビ |

### 第7戦 10月16日
- ヤンキー・スタジアム（ニューヨーク州ニューヨーク市ブロンクス区）

|                          | 1 | 2 | 3 | 4 | 5 | 6 | 7 | 8 | 9 | 10 | 11 | R | H  | E |
| ------------------------ | - | - | - | - | - | - | - | - | - | -- | -- | - | -- | - |
| ボストン・レッドソックス | 0 | 3 | 0 | 1 | 0 | 0 | 0 | 1 | 0 | 0  | 0  | 5 | 11 | 0 |
| ニューヨーク・ヤンキース | 0 | 0 | 0 | 0 | 1 | 0 | 1 | 3 | 0 | 0  | 1x | 6 | 11 | 1 |

1. 勝利：マリアノ・リベラ（1勝2S）
2. 敗戦：ティム・ウェイクフィールド（2勝1敗）
3. 本塁打
BOS：トロット・ニクソン3号2ラン、ケビン・ミラー1号ソロ、デビッド・オルティーズ2号ソロ
NYY：ジェイソン・ジアンビ2号ソロ・3号ソロ、アーロン・ブーン1号ソロ
4. 審判
［球審］ティム・マクレランド
［塁審］一塁: テリー・クラフト、二塁: アルフォンソ・マルケス、三塁: デリル・カズンズ
［外審］左翼: ジョー・ウェスト、右翼: エンジェル・ヘルナンデス
5. 夜間試合  試合時間: 3時間56分  観客: 5万6279人  気温: 61°F（16.1°C）
詳細: MLB.com Gameday / ESPN.com / Baseball-Reference.com / Fangraphs

| ボストン・レッドソックス | ボストン・レッドソックス | ボストン・レッドソックス | ボストン・レッドソックス | ボストン・レッドソックス | ニューヨーク・ヤンキース | ニューヨーク・ヤンキース | ニューヨーク・ヤンキース | ニューヨーク・ヤンキース | ニューヨーク・ヤンキース                                                                                              |
| ------------------------ | ------------------------ | ------------------------ | ------------------------ | --- | ------------------------ | ------------------------ | ------------------------ | ------------------------ | --- |
| 打順                     | 守備                     | 選手                     | 打席                     | P・マルティネスJ・バリテックK・ミラーT・ウォーカーB・ミラーN・ガルシアパーラM・ラミレスJ・デイモンT・ニクソンD・オルティーズ | 打順                     | 守備                     | 選手                     | 打席                     | R・クレメンスJ・ポサダN・ジョンソンA・ソリアーノE・ウィルソンD・ジーター松井秀喜B・ウィリアムスK・ガルシアJ・ジアンビ |
| 1                        | 中                       | J・デイモン              | 左                       | P・マルティネスJ・バリテックK・ミラーT・ウォーカーB・ミラーN・ガルシアパーラM・ラミレスJ・デイモンT・ニクソンD・オルティーズ | 1                        | 二                       | A・ソリアーノ            | 右                       | R・クレメンスJ・ポサダN・ジョンソンA・ソリアーノE・ウィルソンD・ジーター松井秀喜B・ウィリアムスK・ガルシアJ・ジアンビ |
| 2                        | 二                       | T・ウォーカー            | 左                       | P・マルティネスJ・バリテックK・ミラーT・ウォーカーB・ミラーN・ガルシアパーラM・ラミレスJ・デイモンT・ニクソンD・オルティーズ | 2                        | 一                       | N・ジョンソン            | 左                       | R・クレメンスJ・ポサダN・ジョンソンA・ソリアーノE・ウィルソンD・ジーター松井秀喜B・ウィリアムスK・ガルシアJ・ジアンビ |
| 3                        | 遊                       | N・ガルシアパーラ        | 右                       | P・マルティネスJ・バリテックK・ミラーT・ウォーカーB・ミラーN・ガルシアパーラM・ラミレスJ・デイモンT・ニクソンD・オルティーズ | 3                        | 遊                       | D・ジーター              | 右                       | R・クレメンスJ・ポサダN・ジョンソンA・ソリアーノE・ウィルソンD・ジーター松井秀喜B・ウィリアムスK・ガルシアJ・ジアンビ |
| 4                        | 左                       | M・ラミレス              | 右                       | P・マルティネスJ・バリテックK・ミラーT・ウォーカーB・ミラーN・ガルシアパーラM・ラミレスJ・デイモンT・ニクソンD・オルティーズ | 4                        | 中                       | B・ウィリアムス          | 両                       | R・クレメンスJ・ポサダN・ジョンソンA・ソリアーノE・ウィルソンD・ジーター松井秀喜B・ウィリアムスK・ガルシアJ・ジアンビ |
| 5                        | DH                       | D・オルティーズ          | 左                       | P・マルティネスJ・バリテックK・ミラーT・ウォーカーB・ミラーN・ガルシアパーラM・ラミレスJ・デイモンT・ニクソンD・オルティーズ | 5                        | 左                       | 松井秀喜                 | 左                       | R・クレメンスJ・ポサダN・ジョンソンA・ソリアーノE・ウィルソンD・ジーター松井秀喜B・ウィリアムスK・ガルシアJ・ジアンビ |
| 6                        | 一                       | K・ミラー                | 右                       | P・マルティネスJ・バリテックK・ミラーT・ウォーカーB・ミラーN・ガルシアパーラM・ラミレスJ・デイモンT・ニクソンD・オルティーズ | 6                        | 捕                       | J・ポサダ                | 両                       | R・クレメンスJ・ポサダN・ジョンソンA・ソリアーノE・ウィルソンD・ジーター松井秀喜B・ウィリアムスK・ガルシアJ・ジアンビ |
| 7                        | 右                       | T・ニクソン              | 左                       | P・マルティネスJ・バリテックK・ミラーT・ウォーカーB・ミラーN・ガルシアパーラM・ラミレスJ・デイモンT・ニクソンD・オルティーズ | 7                        | DH                       | J・ジアンビ              | 左                       | R・クレメンスJ・ポサダN・ジョンソンA・ソリアーノE・ウィルソンD・ジーター松井秀喜B・ウィリアムスK・ガルシアJ・ジアンビ |
| 8                        | 三                       | B・ミラー                | 両                       | P・マルティネスJ・バリテックK・ミラーT・ウォーカーB・ミラーN・ガルシアパーラM・ラミレスJ・デイモンT・ニクソンD・オルティーズ | 8                        | 三                       | E・ウィルソン            | 両                       | R・クレメンスJ・ポサダN・ジョンソンA・ソリアーノE・ウィルソンD・ジーター松井秀喜B・ウィリアムスK・ガルシアJ・ジアンビ |
| 9                        | 捕                       | J・バリテック            | 両                       | P・マルティネスJ・バリテックK・ミラーT・ウォーカーB・ミラーN・ガルシアパーラM・ラミレスJ・デイモンT・ニクソンD・オルティーズ | 9                        | 右                       | K・ガルシア              | 左                       | R・クレメンスJ・ポサダN・ジョンソンA・ソリアーノE・ウィルソンD・ジーター松井秀喜B・ウィリアムスK・ガルシアJ・ジアンビ |
| 先発投手                 | 先発投手                 | 先発投手                 | 投球                     | P・マルティネスJ・バリテックK・ミラーT・ウォーカーB・ミラーN・ガルシアパーラM・ラミレスJ・デイモンT・ニクソンD・オルティーズ | 先発投手                 | 先発投手                 | 先発投手                 | 投球                     | R・クレメンスJ・ポサダN・ジョンソンA・ソリアーノE・ウィルソンD・ジーター松井秀喜B・ウィリアムスK・ガルシアJ・ジアンビ |
| P・マルティネス          | P・マルティネス          | P・マルティネス          | 右                       | P・マルティネスJ・バリテックK・ミラーT・ウォーカーB・ミラーN・ガルシアパーラM・ラミレスJ・デイモンT・ニクソンD・オルティーズ | R・クレメンス            | R・クレメンス            | R・クレメンス            | 右                       | R・クレメンスJ・ポサダN・ジョンソンA・ソリアーノE・ウィルソンD・ジーター松井秀喜B・ウィリアムスK・ガルシアJ・ジアンビ |